# Davide Casaleggio
Davide Casaleggio (* 14. Januar 1976 in Mailand) ist ein italienischer Internetunternehmer und politischer Aktivist der populistischen Fünf-Sterne-Bewegung.

## Leben
Davide wuchs in Ivrea auf, wo sein Vater Gianroberto Casaleggio (1956–2016) bei Olivetti gearbeitet hatte. Er  studierte an der Mailänder Universität Bocconi 'Economia aziendale'. Nach dem Tod seines Vaters wurde er Eigentümer und Vorsitzender der Marketing-Internetfirma Casaleggio Associati, die Beppe Grillos Blog seit 2005 herausgibt und strategisch berät.
Seit 2016 ist Casaleggio ein prominentes Mitglied der Fünf-Sterne-Bewegung, die von seinem Vater zusammen mit Beppe Grillo gegründet wurde. Casaleggio hat in der Partei keine offizielle Funktion inne. Als alleiniger Besitzer einer für die Partei wichtigen Stiftung kann er im Hintergrund jedoch eine beträchtliche Macht ausüben. Casaleggio kontrolliert auch die Internetplattform der Partei, was verschiedentlich zu Kritik geführt hat. Auf dieser Plattform mit dem Namen Rousseau finden die Abstimmungen der Partei statt, womit ihr eine enorme Bedeutung zukommt. Gleichzeitig ist die Funktionsweise der Plattform wenig bekannt und die auf ihr gesammelten Daten sind nicht öffentlich zugänglich: „Er allein weiß, wie jedes Mitglied tickt. Das wirft ein schiefes Licht auf die Partei, die Transparenz propagiert.“